# Новая Оржица
Но́вая О́ржица (укр. Нова Оржиця) — село, входит в Згуровскую поселковую общину Броварского района Киевской области Украины. До 2020 года входило в состав Згуровского района.

## География
Село расположено на правом берегу реки Гнилая Оржица. Занимает площадь 3,601 км².

## История
Основано в 1726 году как хутор Безбородьков.
Село впервые упоминается в 1700 году. Губернский архив Полтавы свидетельствует, что в начале XVIII века Яков Безбородько купил землю у яготинского козака Ивана Федоровича Онищенко возле речки Оржица и на ней основал хутор Безбородьков. В 20-х годах XX века на собрании громадян было решено назвать село Новая Оржица. (ст.356)
Хутор есть на карте 1812 года как Оржицкий.
В 1911 году на хуторе Оржицко-Безбородьковском была Александро-Невская церковь и проживало 2064 человека (1034 мужского и 1030 женского пола)
В Киевском областном архиве имеется исповедная ведомость Александро-Невской церкви за 1918 год
С 1935 года входило в состав Згуровского района. С 1963 года — в Яготинском районе, а с 1986 года — вновь в составе Згуровского района.

## Население
Численность населения по данным переписи 2001 года составляла 397 человек.

## Местный совет
Село Новая Оржица — административный центр Новооржицкого сельского совета.
Адрес сельского совета: 07653, Киевская обл., Згуровский р-н, с. Новая Оржица, ул. Шевченко, 19; тел. 5-63-10.